# حصن لوكلير
حصن لوكلير (بالإنجليزية: Fort Leclerc)‏
هو حصن عسكري يقع في مدينة سبها جنوب غرب ليبيا.
بني الإيطاليين الحصن، سُمي حصن لوكلير نسبة إلى الجنرال فيليب لوكلير دو أوتكلوك، الذي قاد القوات الفرنسية التي اجتاحت الجنوب الليبي، واتخذت سلطات الإحتلال الفرنسي من الحصن مقرا لإدارة شؤون اقليم فزان، دون ادخال اية تعديلات على المباني القائمة ماعدا الترميمات البسيطة.
يتكون الحصن من طابقين الأول يشتمل على غرف مخصصة لإقامة جند الحراسات والثاني هو مركز للقادة العسكريين الذين تناوبوا على الحصن.
أصبح تحت سيطرة الفيلق الأجنبي الفرنسي خلال الحرب العالمية الثانية وفي عام 1943 غزت القوات الفرنسية الحرة والجنرال لوكلير ليبيا الإيطالية، في يونيو 1949 هجم المجاهدين الليبيين على الحصن.

## روابط خارجية
- خريطة الحصن